# Nationale 1 1983-1984
La Nationale 1 1983-1984 è stata la 62ª edizione del massimo campionato francese di pallacanestro maschile. La vittoria finale è stata ad appannaggio del CSP Limoges.

## Risultati

### Stagione regolare
|     | Squadra           | G  | V  | N | P  | PF | PS | P.ti | Qualificazione            |
| --- | ----------------- | -- | -- | - | -- | -- | -- | ---- | ------------------------- |
| 1.  | CSP Limoges       | 26 | 21 | 2 | 3  |    |    | 70   |                           |
| 2.  | Olympique Antibes | 26 | 21 | 0 | 5  |    |    | 68   |                           |
| 3.  | SCM Le Mans       | 26 | 19 | 1 | 6  |    |    | 65   |                           |
| 4.  | Stade français    | 26 | 19 | 1 | 6  |    |    | 65   |                           |
| 5.  | Orthez            | 26 | 15 | 3 | 8  |    |    | 59   |                           |
| 6.  | ASVEL             | 26 | 15 | 0 | 11 |    |    | 56   |                           |
| 7.  | Avignone          | 26 | 12 | 0 | 14 |    |    | 50   |                           |
| 8.  | Vichy             | 26 | 11 | 1 | 14 |    |    | 49   |                           |
| 9.  | Tours             | 26 | 9  | 1 | 16 |    |    | 45   |                           |
| 10. | Monaco            | 26 | 9  | 0 | 17 |    |    | 44   |                           |
| 11. | Caen              | 26 | 8  | 1 | 17 |    |    | 43   |                           |
| 12. | Challans          | 26 | 8  | 1 | 17 |    |    | 43   |                           |
| 13. | CRO Lione         | 26 | 5  | 0 | 21 |    |    | 36   | retrocesse in Nationale 2 |
| 14. | Reims             | 26 | 4  | 1 | 21 |    |    | 35   | retrocesse in Nationale 2 |

| Nationale 1 1983-1984 |
| --------------------- |
| CSP Limoges 2º titolo |

## Formazione vincitrice
| N° | Naz.                      | Ruolo | Sportivo            |  | Alt. |  |
| -- | ------------------------- | ----- | ------------------- |  | ---- |  |
| 4  | Stati Uniti (bandiera)    | C     | Leon Douglas        |  | 208  |  |
| 5  | Francia (bandiera)        | P     | Jean-Michel Sénégal |  | 184  |  |
| 6  | Francia (bandiera)        | AP    | Hugues Occansey     |  | 200  |  |
| 7  | Francia (bandiera)        | G     | Richard Dacoury     |  | 195  |  |
| 8  | Stati Uniti (bandiera)    | AP    | Ed Murphy           |  | 193  |  |
| 9  | Francia (bandiera)        | A     | Didier Dobbels      |  | 196  |  |
| 10 | Francia (bandiera)        | C     | Apollo Faye         |  | 208  |  |
| 11 | Francia (bandiera)        | G     | Olivier Garry       |  | 196  |  |
| 12 | Francia (bandiera)        | C     | George Brosterhous  |  | 205  |  |
| 13 | Francia (bandiera)        | P     | Didier Rose         |  | 185  |  |
| 19 | Costa d'Avorio (bandiera) | AP    | Drissa Dié          |  | 202  |  |
| 20 | Francia (bandiera)        | P     | Jean-Manuel Sousa   |  | 185  |  |
|    | Francia (bandiera)        | C     | Franck Butter       |  | 210  |  |
|    | Francia (bandiera)        | A     | Jacques Monclar     |  | 193  |  |
|    | Francia (bandiera)        | All.  | Pierre Dao          |  |      |  |

## Premi e riconoscimenti
- MVP francese:  Hervé Dubuisson, Stade français
- MVP straniero:  Ed Murphy, CSP Limoges
- Giocatore rivelazione:  Stéphane Ostrowski, SCM Le Mans